# Almete

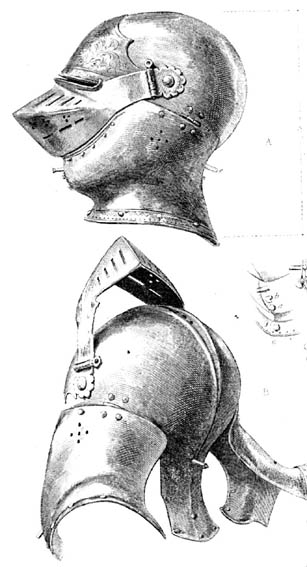
Almete ilustrado por Emmanuel Viollet-le-Duc

El almete es un casco de hierro de poco espesor  que en España sustituyó al bacinete y la celada. 
El almete, además de ser más cómodo que el gran yelmo y el bacinete, tenía la ventaja de no descansar su peso sobre la cabeza. Encajaba sobre la gola que a veces lo acompañaba, y aunque su mecanismo resultaba complicado en comparación con otros tipos de yelmo medieval, no dificultaba la respiración ni la vista en exceso.l  
Los ejemplares que más perfectamente se ajustan a la forma de la cabeza y el cuello corresponden a los de mediados del siglo XV, normalmente desprovistos de ornamentación. 
Esta es la clase de cascos que predominaron en la península ibérica durante el siglo XV, y el más primitivo es el denominado almete de pico de gorrión, compuesto de sobrecalva y visera movible biselada, abriéndose el casco en dos piezas laterales para facilitar su colocación. De este modelo existen varios ejemplares en la Real Armería de Madrid, en la que puede estudiarse asimismo el tipo de almete con barberón de refuerzo sobre la barbera que tiene una solapa inferior para descansar sobre el peto. A fines del siglo XV, se comenzó a decorar los almetes con grabados y damasquinados que alcanzaron su punto álgido en el siglo XVI, al comienzo del Renacimiento. 